# Le Capitaine et les Rêves
Le Capitaine et les Rêves (titre original : Drömmar vid havet) est un roman suédois de Björn Larsson publié en 1997 en Suède et paru en français le 5 mai 1999 aux éditions Grasset. Ce roman a reçu la même année le prix Médicis étranger.

## Résumé
Marcel est un capitaine de la marine marchande en route sur l'Atlantique, de l'Espagne jusqu'en Atlantique Nord. Au fil de ses étapes, il fait des rencontres : Rosa en Espagne, qui rêve de quitter son village, Mme Le Grand à Tréguier, qui constitue un fichier avec les identités de tous les marins qu'elle a croisés, Peter Sympson, un spécialiste de pierres précieuses, et Jacob Nielsen, un retraité féru d'Internet. Ces quatre personnages se réunissent en Irlande où Marcel les retrouve dans un bar de Kinsale. Il va alors leur proposer un voyage en voilier à la rencontre de leurs rêves.

## Récompenses
- Prix Médicis étranger, 1999
- Gleerups litterära pris till Ann Dyster-Aas minne, 1999
- Premio Boccaccio Europa, 2000
- Svenska bokhandlarföreningens skånekrets författarstipendium, 2000
- Jönköpings kommuns kulturstipendium, 2000

## Éditions
- Le Capitaine et les Rêves, éditions Grasset, 1999  (ISBN 2246564115).
- Le Capitaine et les Rêves, Le Livre de poche no 15297, 2002  (ISBN 2253152978).